# 奥南
奥南（法語：Onnaing，法語發音：[ɔnɛ̃]）是法国上法蘭西大區北部省的一个市镇，属于瓦朗谢讷区。

## 地理
奥南（50°23'16"N, 3°35'53"E）面积12.97 平方千米，位于法国上法蘭西大區北部省，该省份为法国最北部的省份及最长的省份，西北濒北海，西接加来海峡省，南至埃纳省和索姆省，东与比利时接壤。
与奥南接壤的市镇（或旧市镇、城区）包括：埃斯科河畔弗雷讷、圣索尔沃、维克、埃斯科河畔布律埃、埃科蓬、埃特勒、卡鲁布勒、龙比和马尔希蓬。

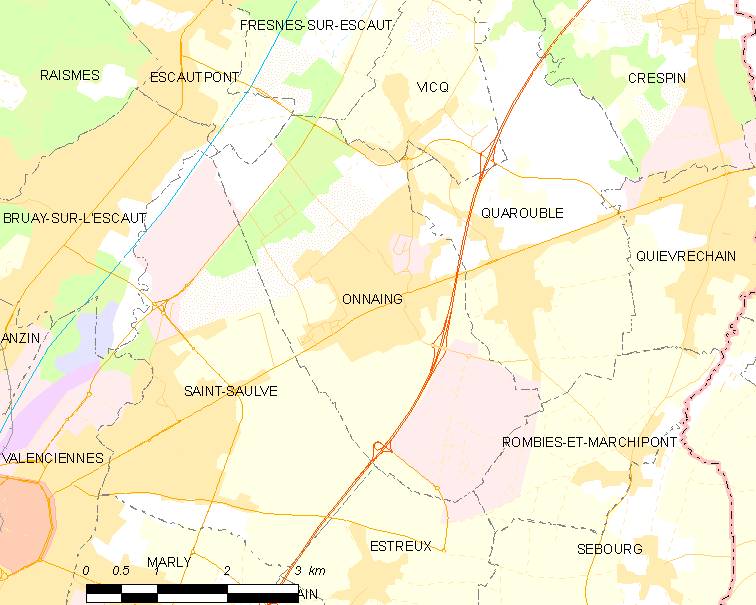
奥南的OSM定位图

奥南的时区为UTC+01:00、UTC+02:00（夏令时）。

## 行政
奥南的邮政编码为59264，INSEE市镇编码为59447。

## 政治
奥南所属的省级选区为昂赞县。

## 人口

1962-2008年间奥南人口变化图示

奥南于2022年1月1日时的人口数量为8567人。